# 51P/Харрингтона
Комета Ха́ррингтона (51P/Harrington) — короткопериодическая комета из семейства Юпитера, которая была открыта 14 августа 1953 года американским астрономом Робертом Харрингтоном в Паломарской обсерватории с помощью 122-см телескопа им. Самуэля Ошина и находилась в момент открытия в созвездии Водолея. Комета была описана как диффузный объект 15 m с центральной конденсацией и хвостом около 1° углового градуса. Комета обладает довольно коротким периодом обращения вокруг Солнца — чуть менее 7,2 года.

Орбита кометы Харрингтона и её положение в Солнечной системе

## История наблюдений
В 1953 году условия для наблюдения кометы были исключительно благоприятными: в сентябре комета подошла на минимальное расстояние к Земле, а её яркость в течение всего сентября держалась в районе 15 m, после чего начала быстро угасать. К концу октября она опустилась до 18 m, а к 10 декабря, когда её наблюдали в последний раз — до 18,8 m.
В 1967 году польский астроном Гжегож Ситарски рассчитал орбиту кометы в 1953 году и на её основе проследил за её эволюцией перед открытием кометы. Ситарски отметил, что её орбитальный период составлял 6,65 года, когда она прошла перигелий в 1918 году. Затем 19 ноября 1920 года комета прошла в 0,8 а. е. (120 млн км) от Юпитера. Этого хватило, чтобы увеличить орбитальный период до 6,99 года. Результатом этого почти семилетнего периода стало то, что дата прохождения перигелия в 1925, 1932, 1939, 1946 и 1953 годов были почти идентичны и приходились в районе 25 сентября. Всё изменилось после очередного сближения с Юпитером 26 октября 1956 года на расстояние 0,5 а. е. (75 млн км), что ещё больше увеличило период обращения.
Британский астроном Брайан Марсден исследовал орбиту этой кометы и предсказал, что в следующий раз она достигнет перигелия 28 июня 1960 году. А спустя всего несколько дней — 3 августа 1960 года она действительно было обнаружена. Обнаружившая её американка Элизабет Рёмер наблюдала за ней вплоть до 26 октября. За это время яркость, и без того тусклой кометы, уменьшилась с 19,0 m до 19,8 m. Причиной тому было то, что комета приближалась к Земле со стороны Солнца и 4 ноября прошла в 1,13 а. е. (169,5 млн км) от нашей планеты.
В 1967 и 1974 годах комету наблюдать не удавалось, поскольку она находилась по другую сторону от Солнца. В следующий раз комета была обнаружена 4 сентября 1980 года, когда её с магнитудой 18,5 m сфотографировал P. Jekabsons. Данное возвращение нельзя назвать удачным, поскольку уже 6 октября комета снова была потеряна. А вот возвращение 1994 года было более благоприятным для наблюдений — её яркость достигала 13,5 m, что делало её доступной для наблюдений даже астрономам-любителям. Возвращение 1994 года вообще было богатым на сюрпризы: Джеймс Скотти из обсерватории Китт-Пик 5 октября 1994 года заявил об обнаружении рядом с основным ядром двух меньших фрагментов с магнитудами 21,3 m и 20,2 m. Именно распадом кометы и объяснялось резкое усиление яркости до 12,8 m.
А уже в 2001 году произошёл ещё один распад. В 2001 комета прошла перигелий 5 июня, а спустя два года 23 октября 2003 комета пролетела на расстоянии 0,37 а. е. (55,5 млн км) от Юпитера. Столь тесное сближение развернуло восходящий узел орбиты более чем на 30 градусов и увеличило расстояние перигелия с 1,568 а. е. до 1,688 а. е., при этом орбитальный период увеличился с 6,77 до 7,13 лет. В целом это сделала комету ещё более слабым объектом для наблюдений. Следующий близкий проход ожидается в 2039 года (0,41 а. е.).